# 文化資材
文化資材（ぶんかしざい）とは、文化を支えるために供給される素材・材料のことで、「文化材」「文化的材」と表現されることもあるが、それぞれ「文化財」「文化的財」と混同しかねず注意が必要となる。英語では「Cultural material」。「文化資源」という言い方もあるが、この場合”埋もれている素材”・”未開発の材料”のような意味も含み、さらなる広義として文化資本がある。

## 具体例

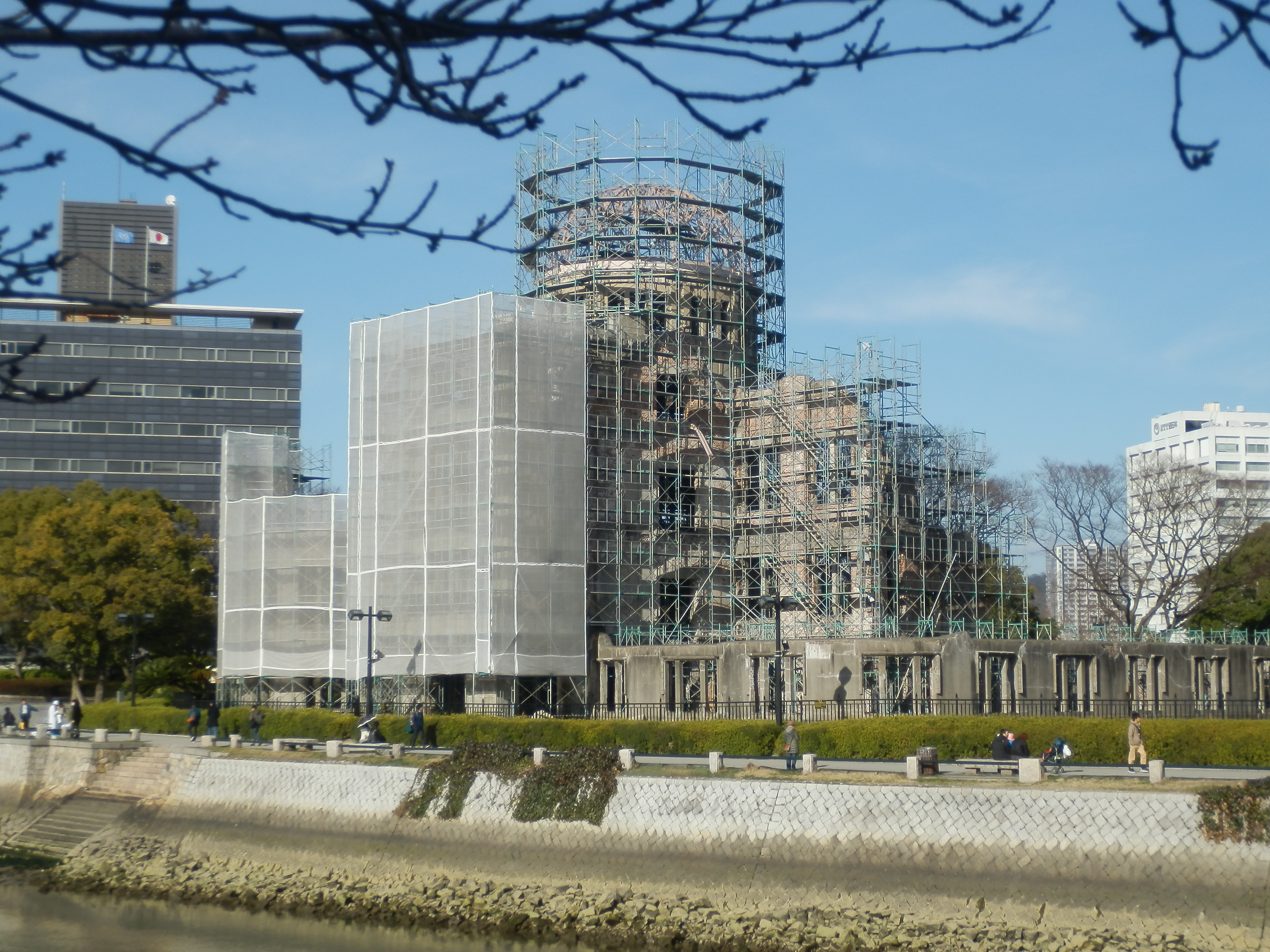
原爆ドーム補修溶剤も文化資材

例えば古寺を修理・修復する際、建築部材や内装用の造作材などの木材あるいは屋根瓦や茅葺の茅は文化資材の典型例だが、瓦の原材料である粘土や釘とその素となる金属ひいては鉄鉱石まで、文化に関わるものであれば裾野は広がり、解釈次第では無形である技術や技能を持つ人材も含められる。

また、原爆ドームを補修した際に用いたエポキシ樹脂や広島平和記念資料館のメンテナンスで使われている清掃洗剤のような化学薬品は近現代建築文化財を維持するため、さらに稼働遺産の運転操業に必要な機械部品や潤滑油・防錆剤なども文化資材といえる。
和食が無形文化遺産になったことで、食材やその栽培地も文化資材と見做せるようになった。
創造産業で表現方法の一つである映画の場合、撮影機材や俳優のみならず、ロケーション撮影の場所における景観が文化資材（文化的空間）であり、それは都市の町並みであったり作られたセットであったりもする。

## 類似例
国際連合教育科学文化機関（ユネスコ）では、「文化財の不法な輸出、輸入及び所有権譲渡の禁止及び防止に関する条約（ユネスコ条約）」と「教育的、科学的及び文化的資材の輸入に関する協定（フローレンス協定）」で、「Cultural material」を文化的資財と定義しているが、こちらは有形物と著作権の保護が主体となっている。

## 持続可能な資材
歴史を遡って考慮すると資源の枯渇によって衰退・滅亡した文化・文明は数多くあり、現在ある文化を存続させるために文化資材の持続可能な利用が求められる。

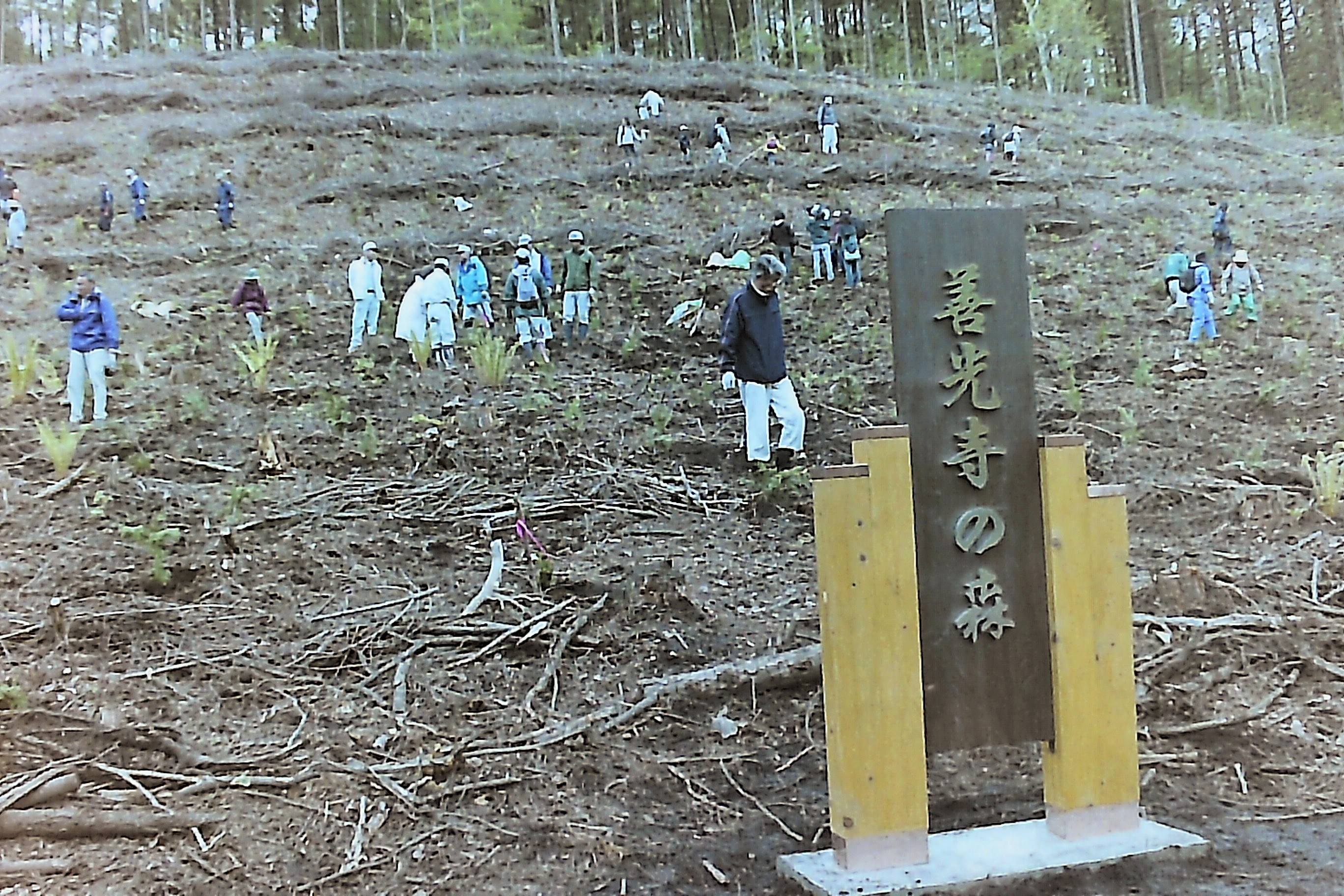
善光寺用木材を育てる善光寺の森

### 文化資材の保護／国内
「木の文化」である日本において木材は重要な存在であり、文化庁による「ふるさと文化財の森」や林野庁の「古事の森」づくり構想など、文化資材の育成事業もある。

美術工芸品の中でも英語で「japan」と呼ばれる漆器は日本文化を代表するものであり、文化庁は今後重要文化財の修繕に際し国産漆を使用することを決めたが、同時に生産者の育成も行うことにした意義は深い。

一方で無形文化遺産である和紙は原材料の楮の栽培や紙漉きに必要な用具の簀の生産者が先細りであるなど、後継者不足が深刻な問題にもなっている中、無形文化遺産に「山・鉾・屋台行事」として提案された山あげ祭では、山車を組むのに必要な竹や程村紙の原材料確保および生産加工技術の継承、そして演じ手となる子供歌舞伎の人材育成といった文化資源保護を地域ぐるみで取り組んでいる。

### 文化資材の保護／国際
文化資材の持続可能な利用のためユネスコや国際記念物遺跡会議（ICOMOS）はIntegrated Conservation and Development Project（保護と開発統合プロジェクト）を推進している。本来は自然環境や天然資源の保護と持続可能な活用が目的だが、転じて文化遺産とその背後にある文化資材にも及ぶようになった。
また、和食の食材や伝統野菜の保護に関しては、国連食糧農業機関（FAO）による世界重要農業遺産システムが有効性を発揮しつつある。
鯨ひげは、無形文化遺産である文楽の人形の操作に用いられるなどするが、国際的な捕鯨問題も関係してくる。

## 資材の真正性

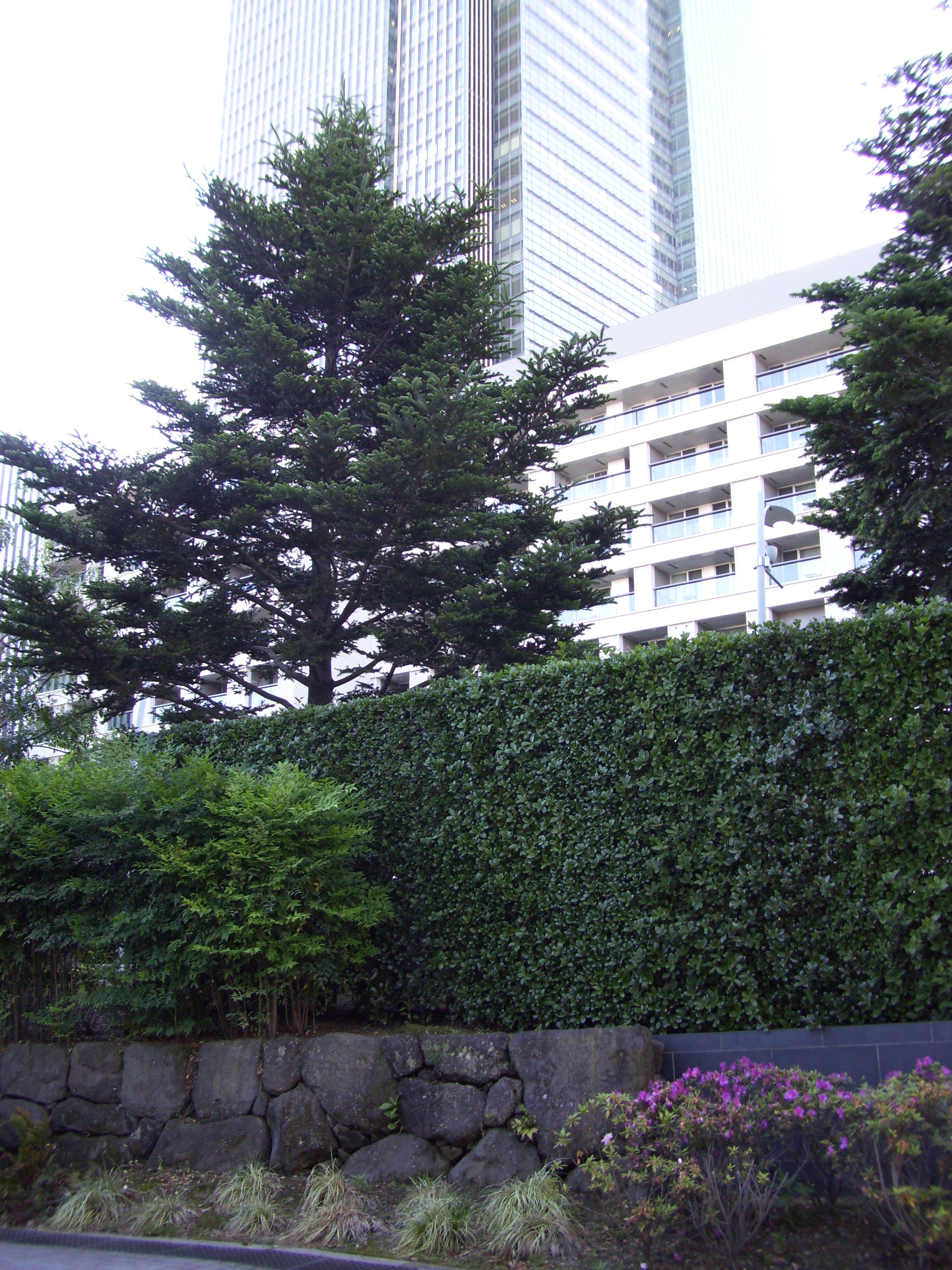
東京ミッドタウンで出土・再生した江戸時代の石垣

世界遺産では真正性の奈良文書により真正性が登録条件として求められ、その中には資材分野も含まれている。これは対象物が構築当初の資材のままで保たれていることに価値を見出すもので、石造文化圏ならではの視点といえる。復元に際してもヴェネツィア憲章においてアナスタイローシスといい現地に残された原材料を用いることを推奨している。

### アナスタイローシスの国内例
木造文化の日本において埋蔵文化財として出土した木材を復元建造物に用いることは安全上、建築基準法から認められない。しかしながら例えば建造物の礎石を再利用することがある。

東京ミッドタウンでは開発前に行われた遺跡の発掘調査で出土した毛利家上屋敷（毛利甲斐守邸跡とは異なる）の石積みを再利用している。

## 注・出典
1. ↑  文化的意義を持つ「場所」の保存のためのオーストラリアイコモス憲章（バラ憲章） (PDF) では、場所を構成する物質的な材料を素材（すなわち文化資材）と定義。バラ憲章（英語版）も参照
2. ↑  ユネスコ条約 (PDF)
3. ↑  ユネスコ フローレンス協定 (PDF)
4. ↑  ふるさと文化財の森 文化庁
5. ↑  歴史的木造建造物等修復用資材の供給について 林野庁
6. ↑  文化庁、重文修理に国産漆使用を　原則使用を通知 47NEWS 2015/02/24
7. ↑  デービット・アトキンソン『イギリス人アナリスト 日本の国宝を守る』講談社+α文庫、2014年。ISBN:978-4-06-272870-6。p61～67。
8. ↑  読売新聞 平成27年1月21日
9. ↑  無形民俗文化財を支える原材料とその確保 (PDF) 東京文化財研究所
10. ↑  「本物の出会い 栃木」観光キャンペーン推進協議会発行パンフレット
11. ↑  ICDP - EICネット
12. ↑  オーセンティシティに関する奈良ドキュメント (PDF)  - 文化庁
13. ↑  歴史と開発 東京ミッドタウン